# 東京都庁
東京都庁（とうきょうとちょう、英: Tokyo Metropolitan Government）は、地方公共団体である東京都の行政機関。長は東京都知事。

## 概要

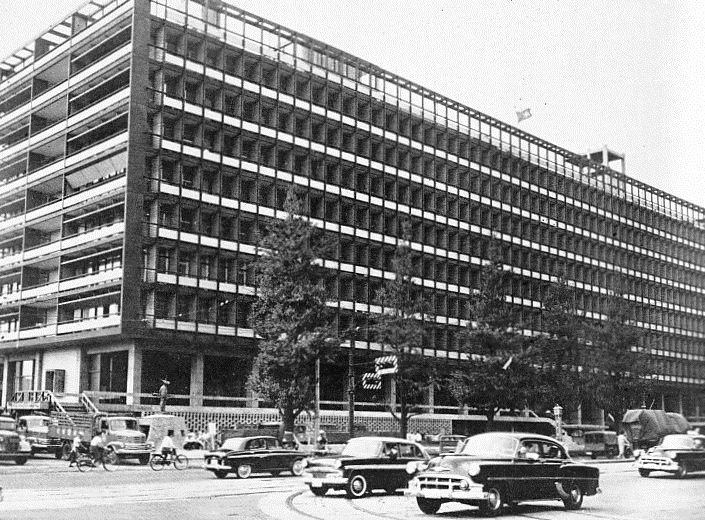
1960年頃の東京都庁舎 (千代田区)

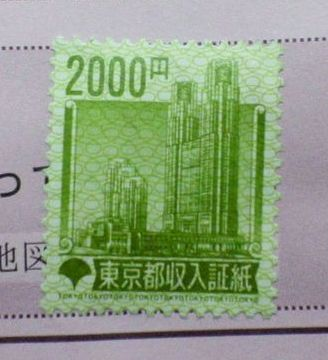
東京都庁が描かれていた東京都収入証紙(現在は廃止)

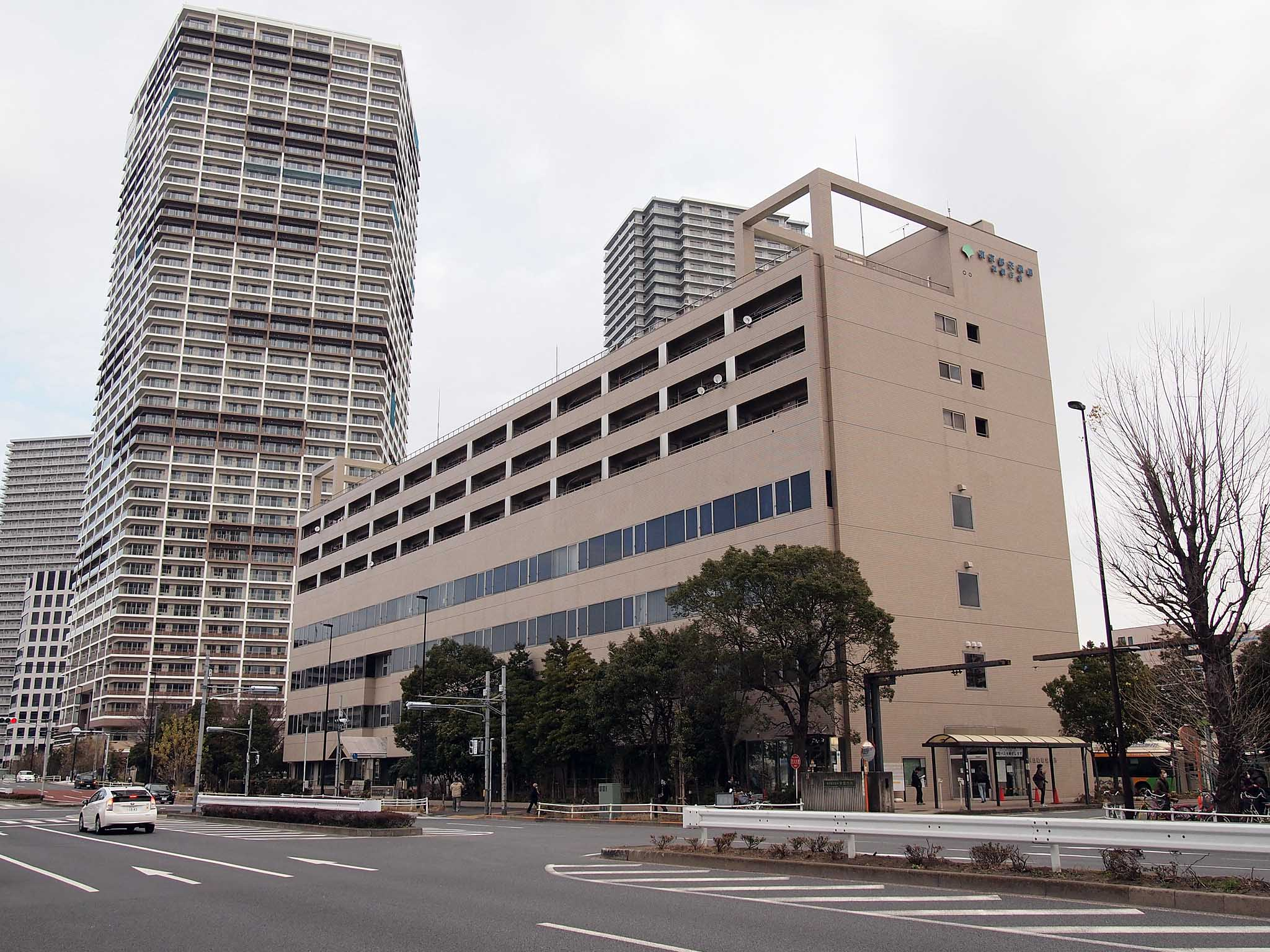
東京都交通局東雲庁舎 (江東区)

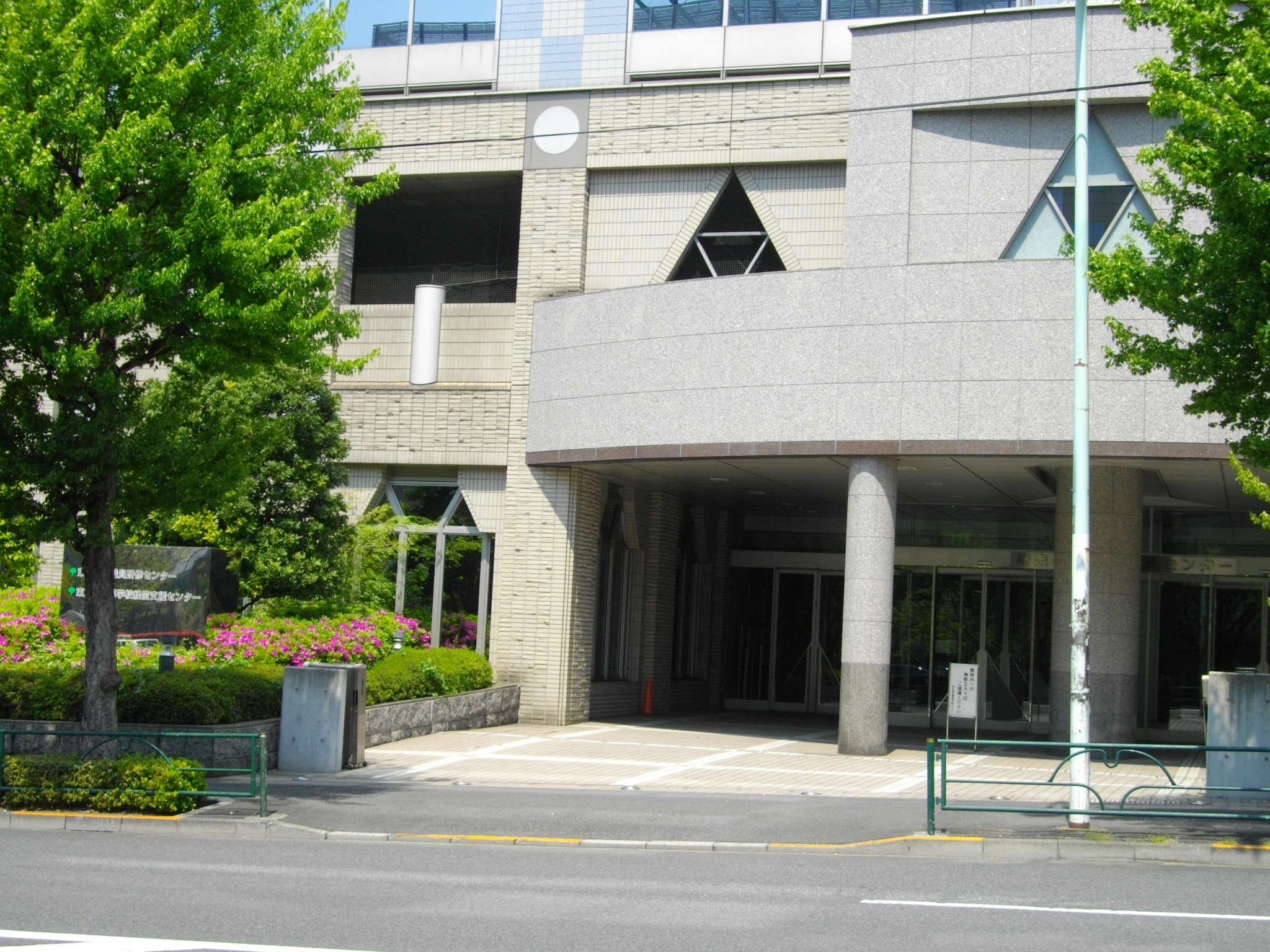
東京都教職員研修センター（東京都文京区本郷）

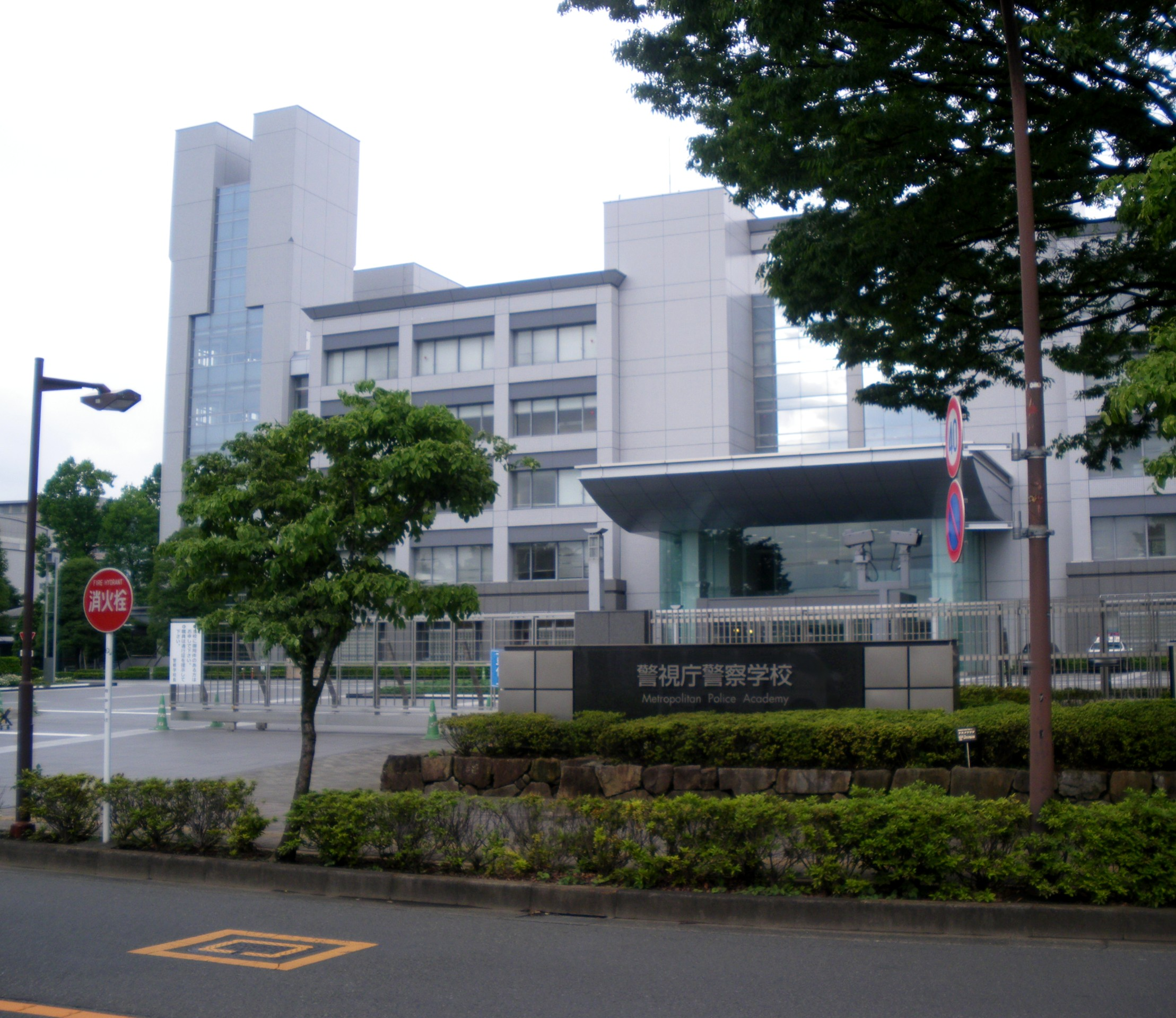
警視庁警察学校（府中市朝日町）

東京都は、一般行政職だけでも20,837人、消防吏員・公営企業・行政委員会・学校教職員・警察官等までを含めると総計16.9万人もの職員を抱える巨大な地方公共団体である。

## 沿革
- 1943年 - 東京都制施行により東京府と東京市が統合し東京都が発足。
- 1946年 - 特別区長が、公選制となる。
- 1947年 - 地方自治法施行、区部は35区から22区（その後23区）に再編され特別区となる。
- 1952年 - 特別区長が、公選制から都知事の同意を得て区議会が選任する方式となる。
- 1957年 - 旧都庁舎が千代田区丸ノ内[注 1] 三丁目に完成。
- 1965年 - 地方自治法の一部改正により、福祉事務所などの事務を特別区へ移管。
- 1975年 - 特別区長が再び公選制となる。保健所など多くの事務を特別区に移管。
- 1991年 - 現在の都庁舎が新宿区西新宿二丁目に完成し、丸の内から移転。跡地は東京国際フォーラム。
- 2000年 - 清掃事業などが特別区に移管。移管しなかった一部業務を環境保全局（当時）に統合し、環境局と改組・改称する。
- 2005年 - 農業試験場、畜産試験場など多くの試験研究機関の統廃合並びに財団法人化を開始。
- 2006年 - 動物園をはじめとした都立公園の多くに指定管理者制度を導入。試験研究機関の財団法人化と同様に、事実上の民営化となった。
- 2009年 - 東京都老人医療センターが独法化され、地方独立行政法人東京都健康長寿医療センターとなった。
- 2019年 - それまでの東京都監理団体の定義が見直され、東京都政策連携団体として指定された。

## 業務
道府県と同様の市町村を包括する広域の地方公共団体としての事務を処理するほか、特別区に関する連絡調整事務、そして本来市町村が処理する事務のうち、東京23区内の大都市地域における行政の一体性と統一性の確保の観点から当該区域を通じて一体的に処理することが必要である事務（消防・水道・下水道・都市計画など）を行っている。
近年では、過去幾度の地方自治法の改正により、数多くの権限が特別区に委譲され、特別区の自治権は多摩地域・島嶼地域の市区町村並みに拡充される方向にある。その一方で、消防・上水道に関しては、過去に独自の組織を持っていた多摩地域の各市町村の多くから都へ業務を移管 し、23区と同様に東京消防庁（稲城市・島嶼除く）・東京都水道局（武蔵野市・昭島市・羽村市・檜原村・島嶼除く）による運営となったのも存在する。
なお、保健所業務は、保健所政令市に移行し独自の保健所を持つ八王子市・町田市以外の全ての市町村を担当する。23区においては、それぞれの区が保健所業務を担っている。

## 財政
都の収入のうち都税収入は例年7割近くを占め、他の道府県と比べ自主財源の割合が高い。大企業をはじめ東京都に本社を置く企業が多いため、都税収入は法人二税（法人都民税・法人事業税）の動向に大きく左右される。
財政は1998年度決算で1,068億円の赤字を出し、財政再建団体への転落が懸念されたため、1999年度に財政再建推進プランを策定。職員定数の削減などを進め、さらに好調な企業収益などにも後押しされ、2006年度決算では、実質収支で1,366億円の黒字（形式収支は1,709億円の黒字）となり、最悪の状況からは脱した。しかし、リーマン・ショックの影響を受けた2009年度には都税収入が前年度比約1兆円の減となるなど、不安定な状態が続いている。
また、都の業務の性格から、本来市税であるもののうち一部は都が徴収する。都区財政調整制度により、固定資産税・市町村民税の法人分・特別土地保有税の収入額の55%を財源として、基準財政需要額が基準財政収入額を超える区にはその差額が財政調整交付金として各特別区に配分される。さらに、調整制度とは別に、都市計画税も特別区でなく都が徴収し、それを財源として、特別区の行う都市計画を円滑に進めるための交付金である都市計画交付金もある。

## 人事

### 採用
主として人事委員会の採用試験によるものと局独自の採用選考によるものに大別される。
- 人事委員会による採用試験

人事委員会による採用は一般行政系職員の募集である。2019年度実施の採用試験では、キャリア活用（民間企業等における職務経験が大卒で7年以上）、I類A（公務に有用な経験（大学院修士課程等修了、学校卒業後の民間企業等における職務経験）が2年以上）、I類B（大学卒業程度）、II類（短大卒業程度）、III類（高校卒業程度）、障害者選考（III類）の試験が実施された。
人事委員会での採用職種として、事務、四大技術（土木、建築、機械、電気）、専門的な職種（環境検査、林業、畜産、水産、造園、司書、心理、福祉A・C、衛生監視、薬剤A・B、衛生検査、臨床検査、栄養士、看護師、獣医）がある。ただし、職種によっては毎年採用試験があるとは限らない。
- 局による採用選考

人事委員会採用以外では局独自の採用選考があり、教育庁で教員等、総務局・産業労働局で海洋技術職、福祉保健局や病院経営本部で主に医療職（医師・看護師等）・福祉職などを、産業労働局では職業訓練職・農業技術職・技能職（農園芸等）、中央卸売市場で技能職（食肉処理等）、水道局で技能職を募集する事がある。
交通局では駅員や自動車運転士といった現業職を採用している。局財政の悪化や合理化による人員過剰を理由に採用を中止していた期間もあったが、2007年度の採用選考において「鉄道営業」（地下鉄駅係員）・「自動車運転（バス）」（バス運転士）の採用が再開され、その後電車運転（路面）や交通技能（保守係員）についても採用が再開された。
局独自に採用された職員は同一職種が存在する局以外に局間異動する事は原則としてない。ただし、能力認定選考で他職種を受験して合格した場合は、合格した職種に転職するが、その数はわずかである。また、職種の新設・統廃合による転職が存在するほか、管理職選考に合格した職員は職種に関係なく異動することが少なくない。

### 異動
職員の異動は概ね3年を目安にしており、大島支庁・三宅支庁・八丈支庁・小笠原支庁など島嶼の事業所を含めて局内異動若しくは局間異動が行われる。局間異動は、監督職以上だけでなく1級職、2級職（主任級職）昇任時の前期または後期、庁内公募制人事に採用された場合に行われる。異動希望は原則として自己申告制度により行う。

### 昇任
採用及び昇任については類に関係なく競争試験によって行われるという独特なシステムを用いている。
一般行政系職員では、採用から数年後に主任級職選考の試験（主任試験と呼ばれている）の受験資格が得られ、これに合格すると主任になる。その後、課長代理、統括課長代理と選考により昇任していく。主任試験の受験資格を得られる年数は、I類A（3年）、I類B（5年、獣医は3年）、II類（7年）、III類（9年）と採用区分により異なるが、それ以外に採用区分毎に差はない。採用区分による違いは、キャリア活用採用を除き、資格を得るまでの必要経験年数の違いだけである。
その後、主任、課長代理は、在任年数によりそれぞれA,Bの選考種別の管理職選考の受験資格がある。なお、選考種別Cは2008年度の実施をもって廃止され、選考種別Bに統合された。

## 組織
[表示]をクリックすると一覧を表示する
都庁組織は、2023年7月1日現在の東京都公式ホームページに拠った。なお、議会局（管理部、議事部、調査部）は議決機関である東京都議会の下に置かれるが、異動等の取り扱いについては、知事部局等の局相当組織とほぼ同一に扱われる。
- 知事
  - 副知事（4名）
  - 技監
    - 知事部局
      - 政策企画局 - 総務部、政策部、戦略広報部、計画調整部、外務部
        - 子供政策連携室 - 総合推進部、企画調整部
        - スタートアップ・国際金融都市戦略室 - 戦略推進部

      - 総務局 - 総務部、復興支援対策部、人事部、コンプライアンス推進部、行政部、総合防災部、統計部、人権部
      - 財務局 - 経理部、主計部、財産運用部、建築保全部
      - デジタルサービス局 - 総務部、戦略部、デジタルサービス推進部、デジタル基盤整備部
      - 主税局 - 総務部、税制部、課税部、資産税部、徴収部
      - 生活文化スポーツ局 - 総務部、都民安全推進部、都民生活部、消費生活部、私学部、文化振興部、スポーツ総合推進部、スポーツ施設部
      - 都市整備局 - 総務部、都市づくり政策部、都市基盤部、市街地整備部、市街地建築部、基地対策部
        - 住宅政策本部 - 住宅企画部、民間住宅部、都営住宅経営部

      - 環境局 - 総務部、気候変動対策部、環境改善部、自然環境部、資源循環推進部
      - 福祉局 - 総務部、企画部、指導監査部、生活福祉部、高齢者施策推進部、子供・子育て支援部、障害者施策推進部
      - 保健医療局 - 総務部、企画部、医療政策部、保健政策部、健康安全部、感染症対策部、都立病院支援部
      - 産業労働局 - 総務部、商工部、金融部、観光部、農林水産部、雇用就業部、産業・エネルギー政策部
        - 中央卸売市場 - 管理部、事業部

      - 建設局 - 総務部、用地部、道路管理部、道路建設部、三環状道路整備推進部、公園緑地部、河川部
      - 港湾局 - 総務部、港湾経営部、臨海開発部、港湾整備部、離島港湾部

    - 会計（会計管理者）
      - 会計管理局 - 管理部、警察・消防出納部

    - 消防本部
      - 東京消防庁 - 企画調整部、総務部、人事部、警防部、防災部、救急部、予防部、装備部

    - 地方公営企業
      - 交通局 - 総務部、職員部、資産運用部、電車部、自動車部、車両電気部、建設工務部
      - 水道局 - 総務部、職員部、経理部、サービス推進部、浄水部、給水部、建設部
        - 多摩水道改革推進本部 - 調整部、施設部

      - 下水道局 - 総務部、職員部、経理部、計画調整部、施設管理部、建設部
        - 流域下水道本部 - 管理部、技術部

    - 行政委員会
      - 教育委員会 - 教育庁 - 総務部、都立学校教育部、地域教育支援部、指導部、グローバル人材育成部、人事部、福利厚生部
      - 選挙管理委員会 - 事務局
      - 人事委員会 - 事務局 - 任用公平部、試験部
      - 監査委員 - 監査事務局
      - 公安委員会 - 警視庁 - 総務部、警務部、交通部、警備部、地域部、公安部、刑事部、生活安全部、組織犯罪対策部
      - 労働委員会 - 事務局
      - 収用委員会 - 事務局
      - 海区漁業調整委員会 - 事務局
      - 内水面漁場管理委員会 - 事務局
      - 固定資産評価審査委員会 - 事務局
- 地方独立行政法人
  - 地方独立行政法人東京都立産業技術研究センター
  - 地方独立行政法人東京都健康長寿医療センター
  - 地方独立行政法人東京都立病院機構
  - 東京都公立大学法人 - 東京都立大学、東京都立産業技術大学院大学、東京都立産業技術高等専門学校